# Hartmannshofen

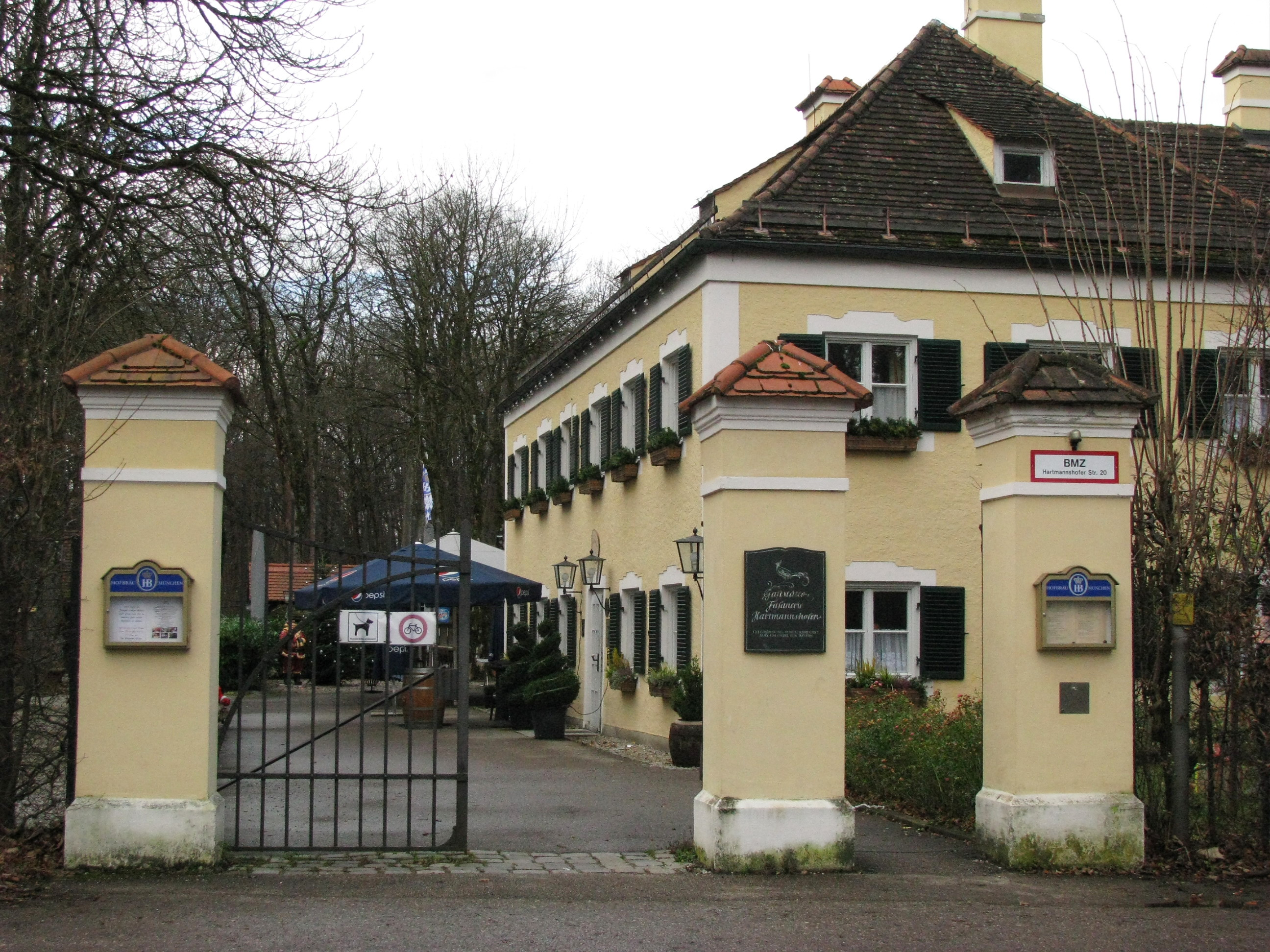
Ehemalige Fasanerie Hartmannshofen im Hartmannshofer Park

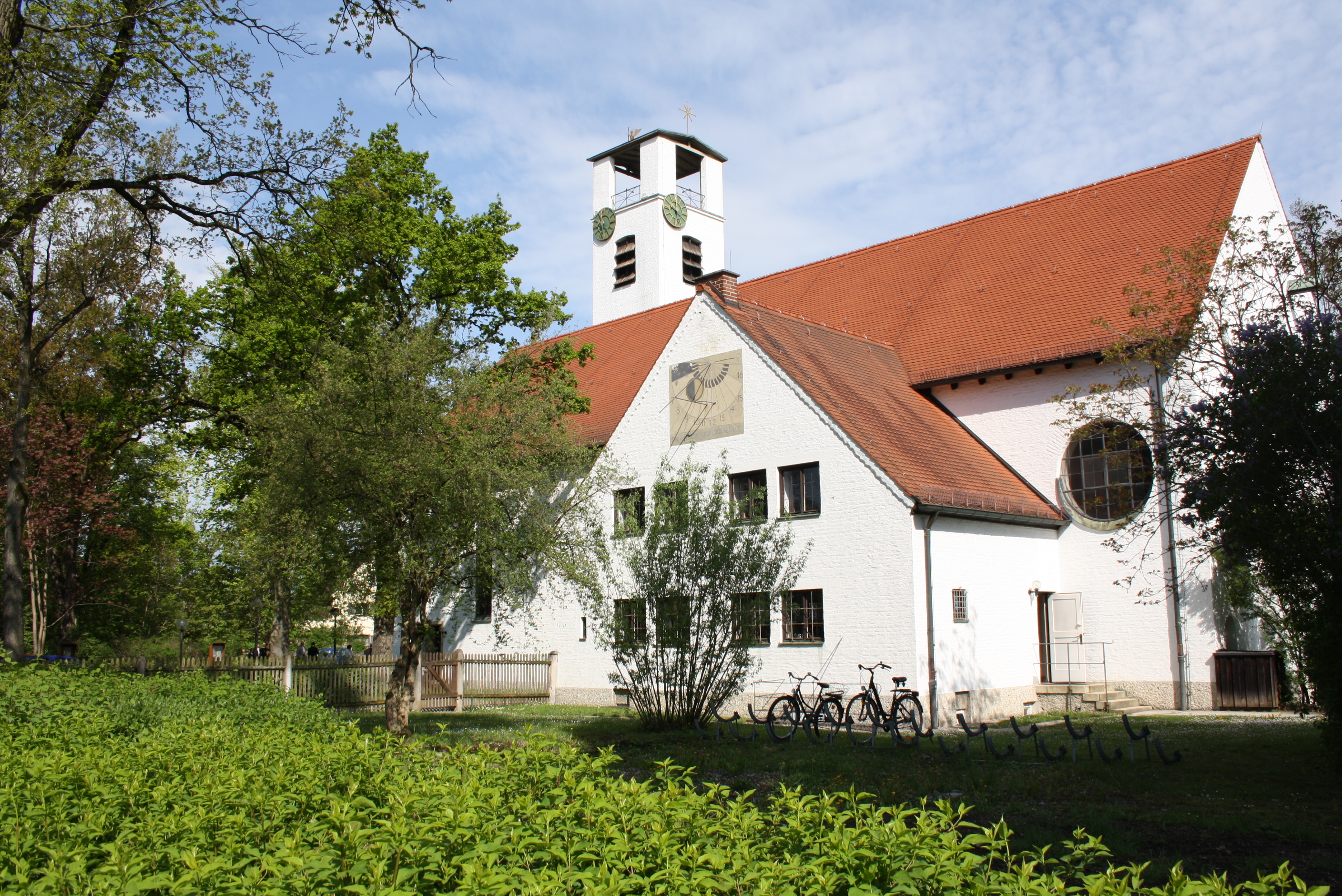
St. Raphael

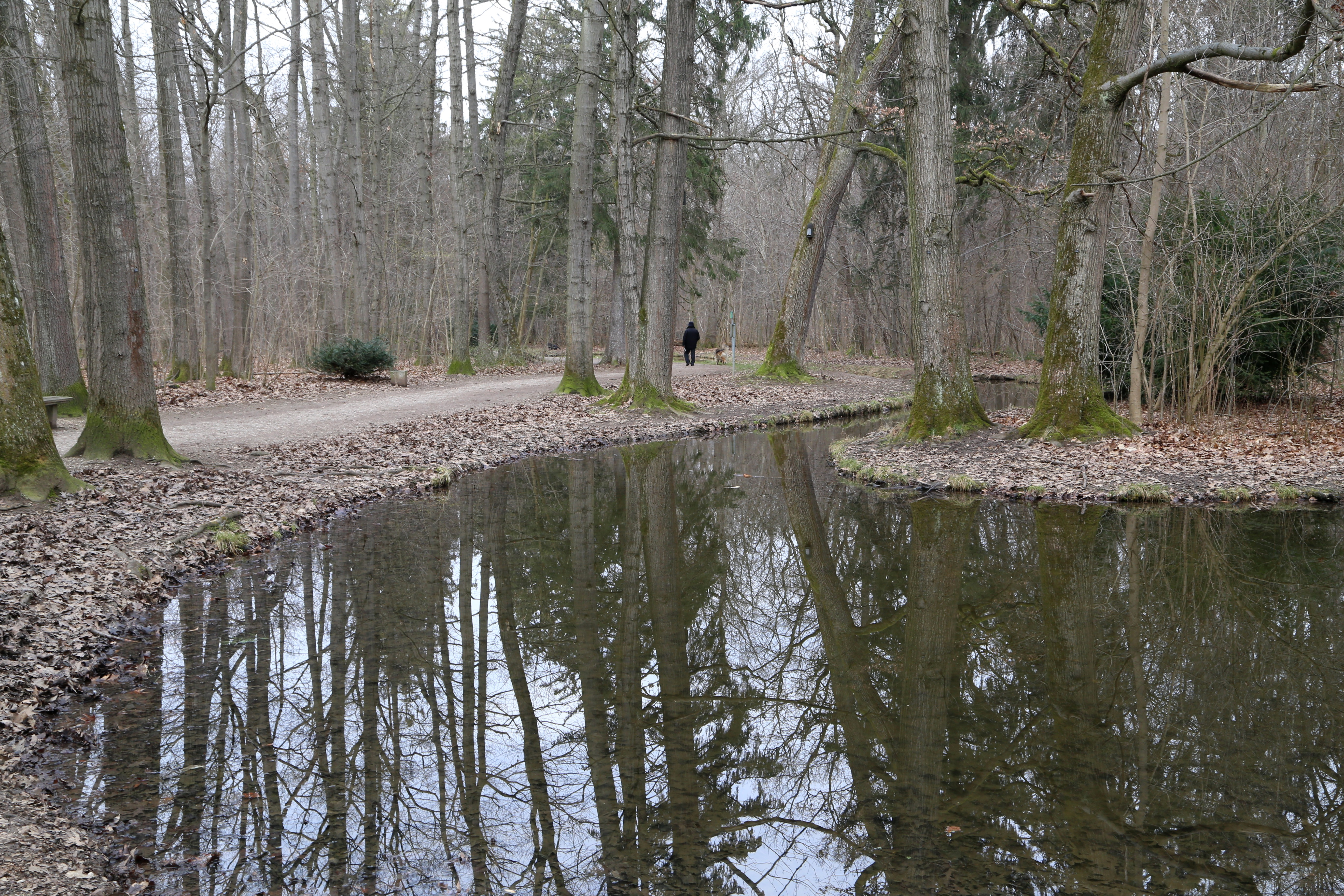
Hartmannshofer Bach im Hartmannshofer Park

Hartmannshofen ist ein alter Münchner Ortsteil, der nordwestlich des Stadtzentrums liegt. 1913 wurde die Siedlung nach Moosach eingemeindet. Der westliche Teil des Viertels liegt heute in Untermenzing. Die Siedlung Hartmannshofen besteht aus 347 Grundstücken, die großteils dem Freistaat Bayern gehören und unter Erbbaurecht vergeben sind.

## Beschreibung

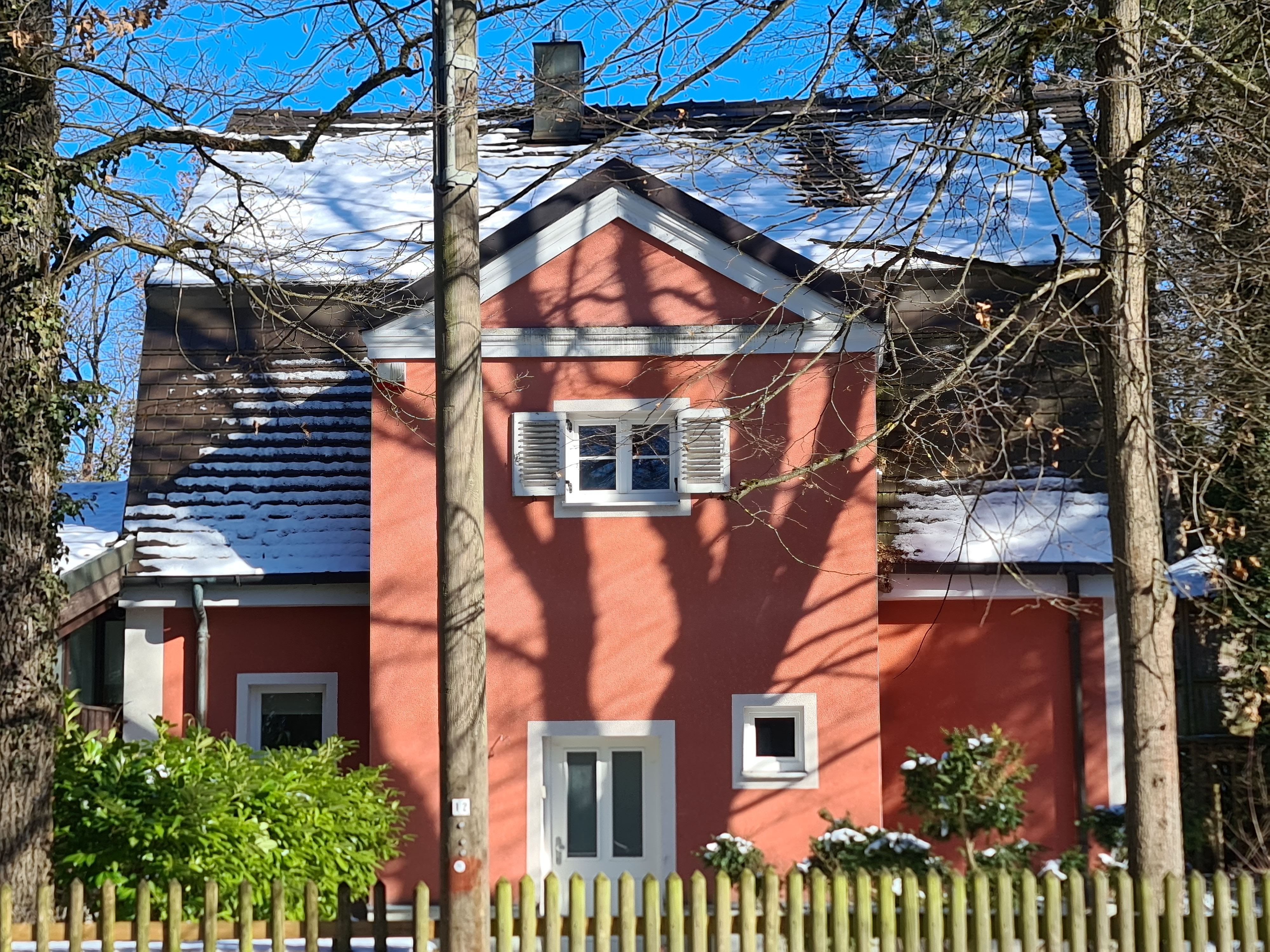
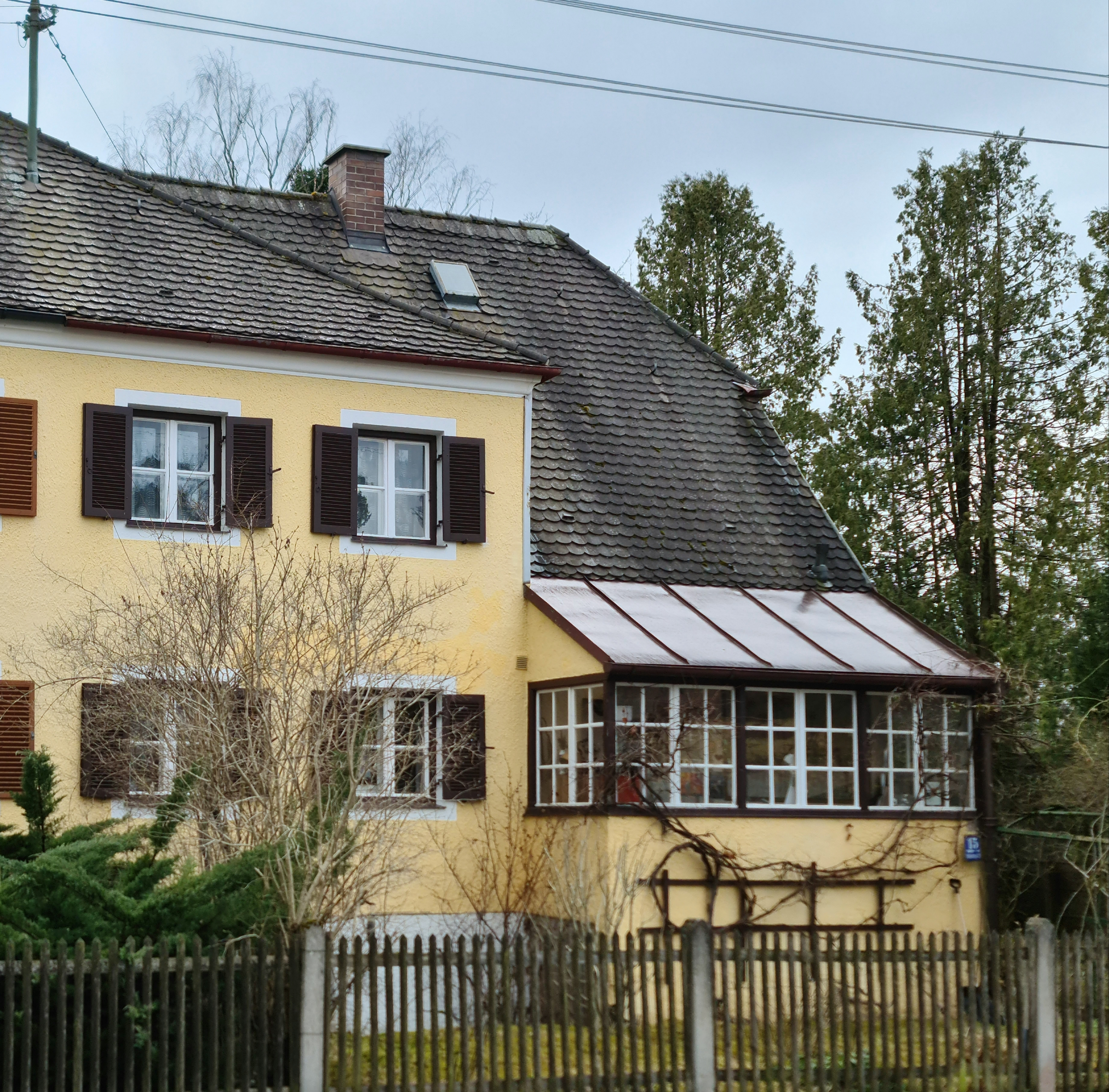
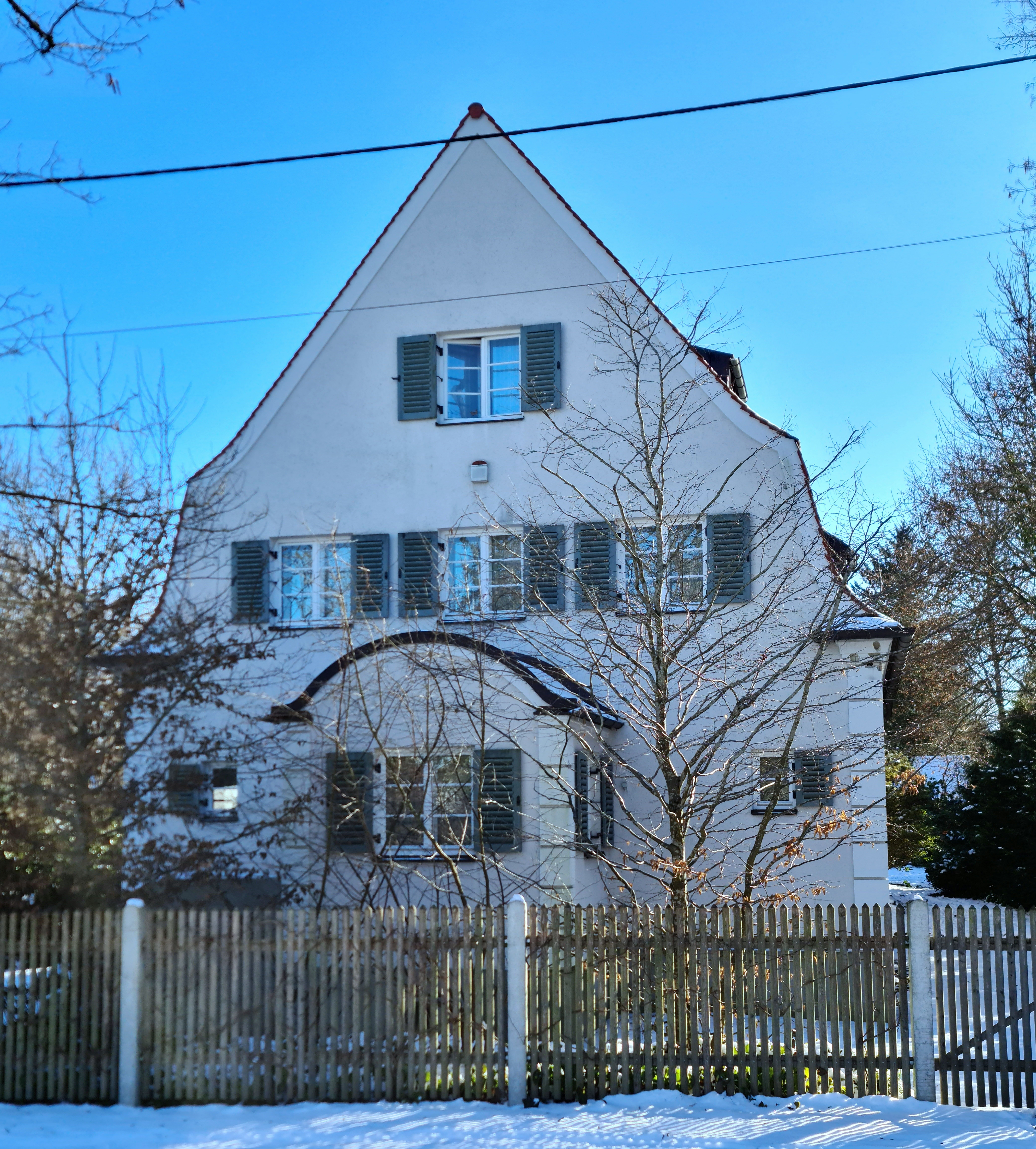
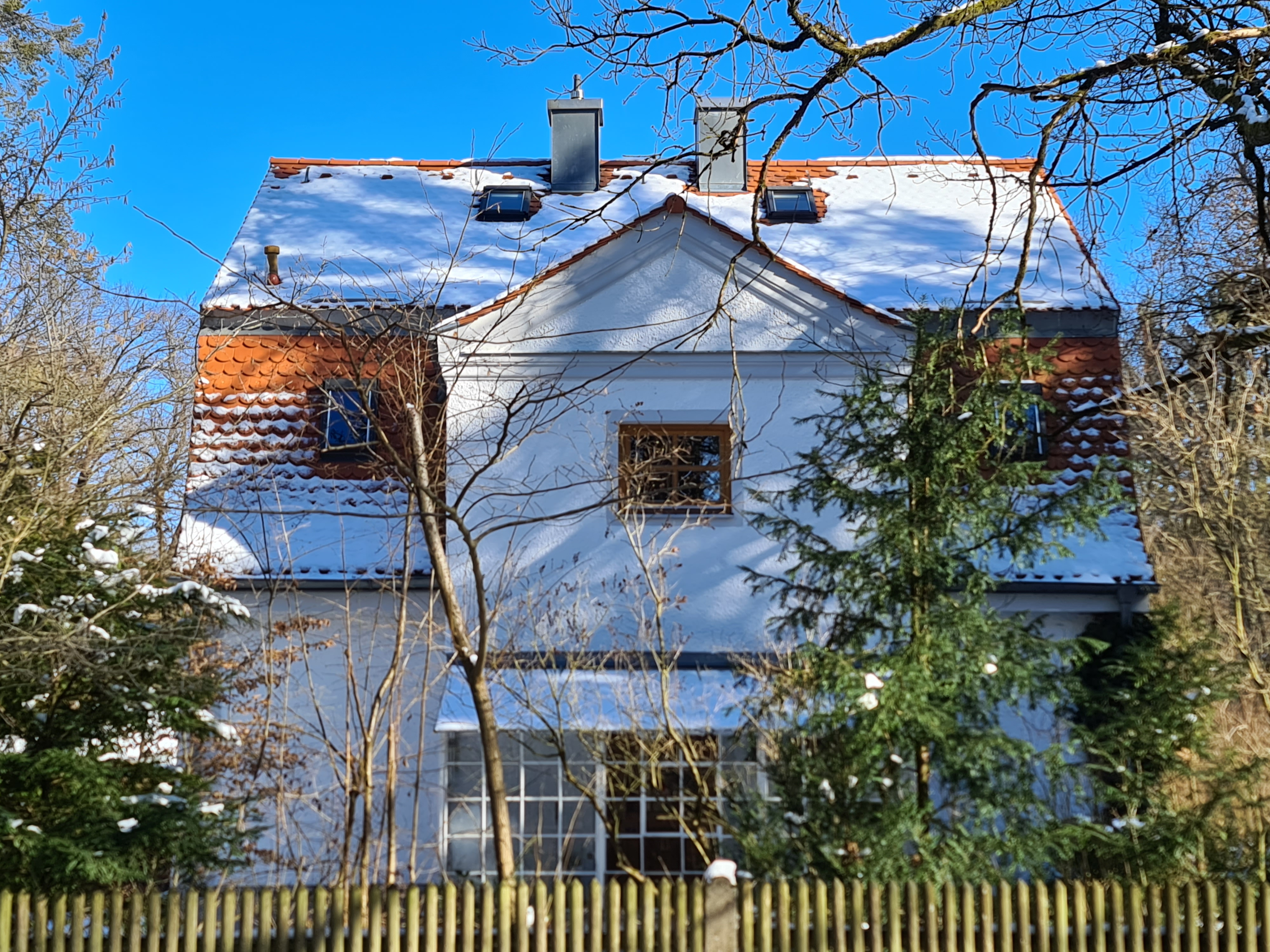

Das Stadtviertel befindet sich nördlich des Schlossparks Nymphenburg, zwischen Untermenzing im Westen und Moosach Zentrum im Osten.
In ihm liegen der Hartmannshofer Park, der Hartmannshofer Bach, die Bethlehemskirche und St. Raphael sowie u. a. die Straßen Hartmannshofer Straße und Am Hartmannshofer Bächl. Auch der Sportverein TSV Moosach-Hartmannshofen trägt den Namen. Das Viertel ist von vielen Einfamilienhäusern geprägt. Das private Kunst- und Architekturmuseum Peter Gehring befindet sich auf einem denkmalgeschützten Gelände Im Eichgehölz 15.

## Geschichte
In Hartmannshofen befand sich die Fasanerie Hartmannshofen, die Kurfürst Max Emanuel dort 1717 einrichten ließ und die von den bayrischen Königen noch bis zum Ersten Weltkrieg fortgeführt wurde. Heute befindet sich in dem Gebäude die Gaststätte Fasanerie. Am 24. Juni 1919 gründete eine Gruppe von Unteroffizieren die Siedlung Hartmanshofen als Baugenossenschaft. Weit außerhalb der Stadt errichtete diese Gruppe auf dem ehemaligen königlichen Jagdgebiet um die Fasanerie Moosach-Hartmannshofen Einfamilienhäuser im Erbbaurecht. 1926 wurde in Hartmannshofen erstmals eine hölzerne Notkirche aufgestellt, 1932 wurde dort die heutige St. Raphael-Kirche erbaut.